# 大月車站
大月車站（日语：／ Ōtsuki eki */?）是位於日本山梨縣大月市大月，由東日本旅客鐵道（JR東日本）與富士急行（富士急）所共用的鐵路車站。此站於1997年（平成9年）入選關東車站百選（第一回）。
此車站是JR東日本的主要幹線鐵路中央本線與地方私鐵路線富士急行線的交會與轉運車站，也是大月市的中央車站，與以東京車站為中心、行駛於中央本線上的快速列車中央快速線的停靠站之一。以JR東日本部分的運量排行來說，其2006年的每日平均乘車人次（5420人/日），排山梨縣內諸站的第二位。

## 車站結構

### JR東日本

#### 月台配置

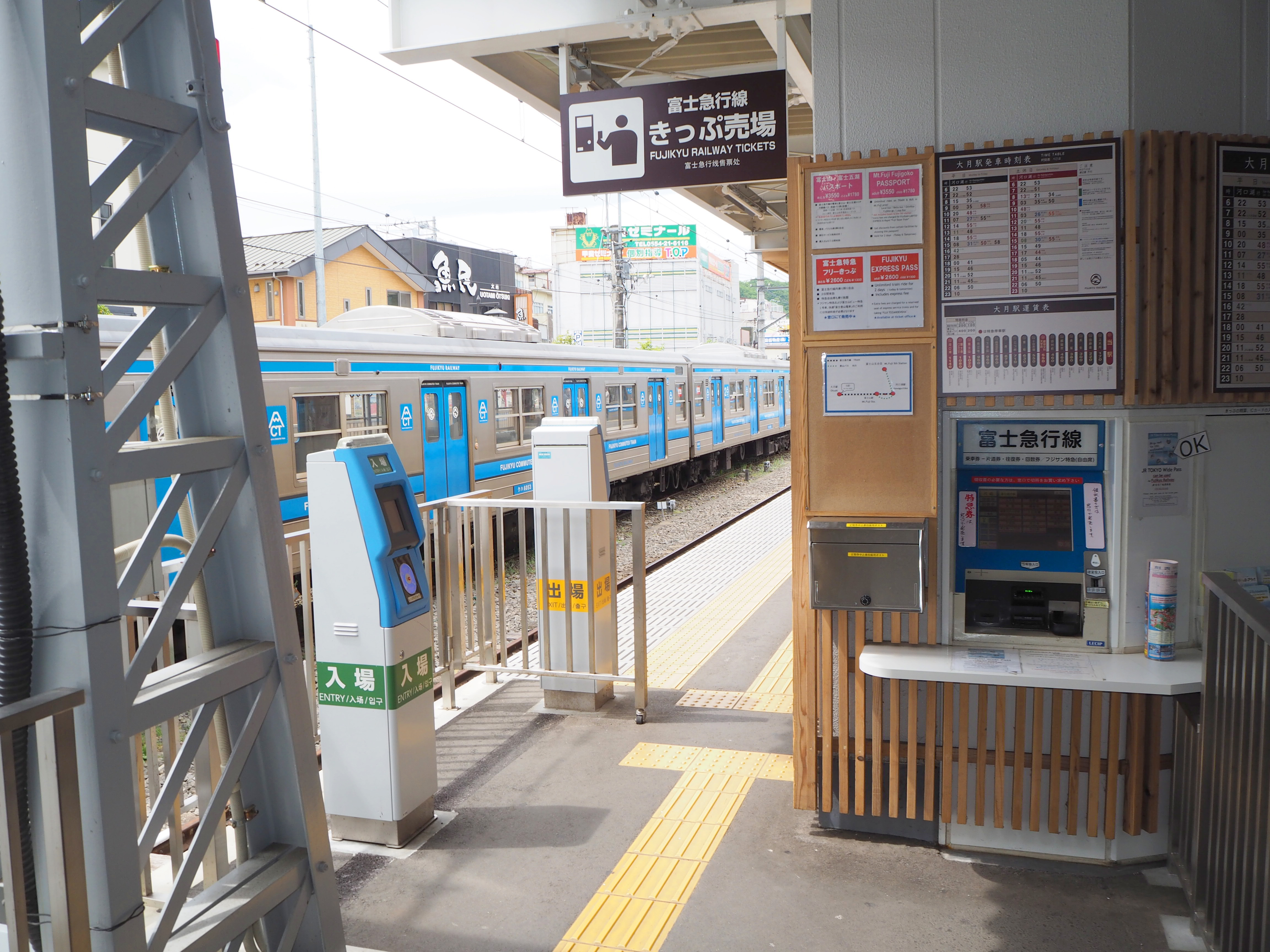
驗票口（2016年5月）
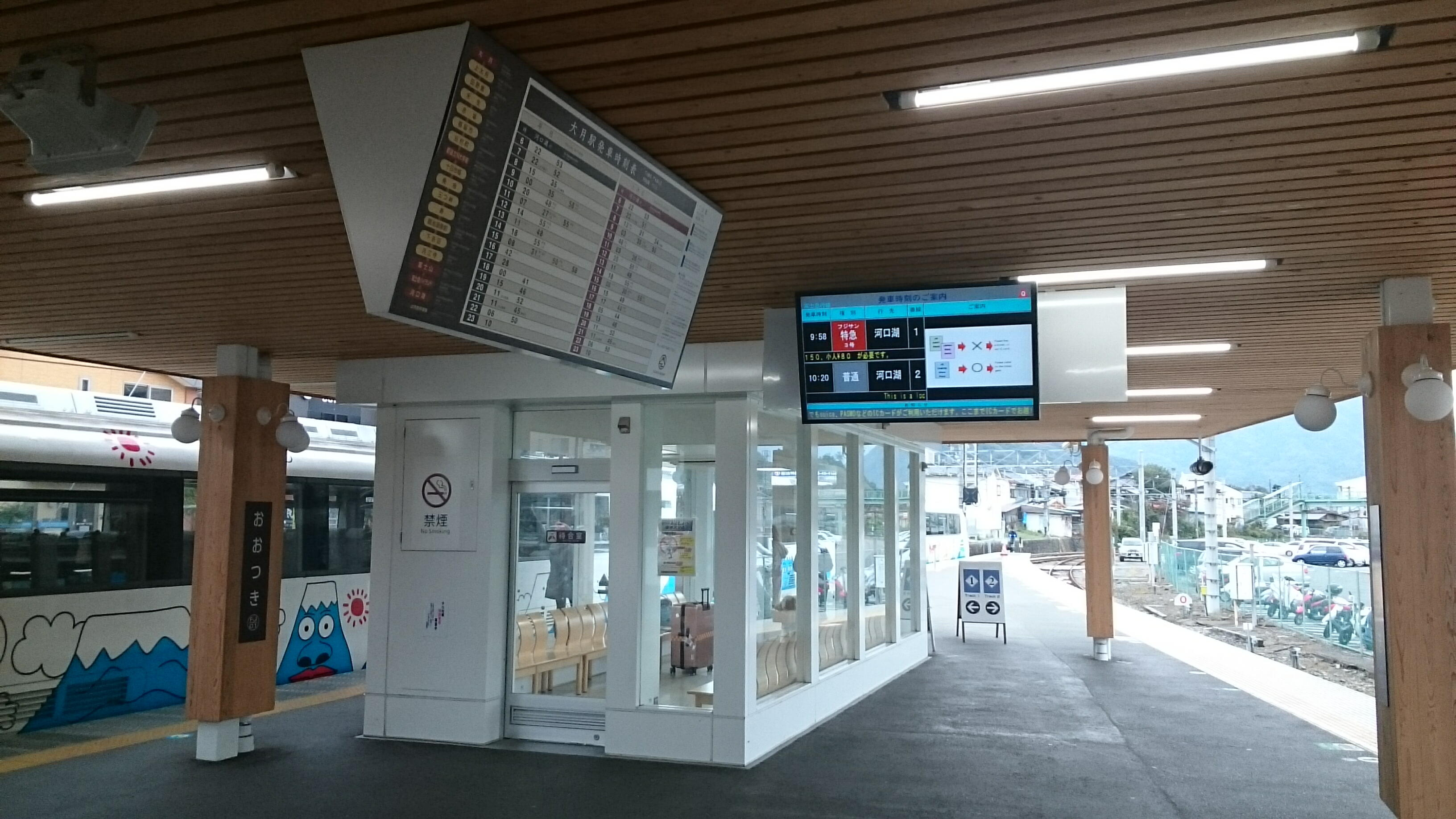
候車室(2016年10月)
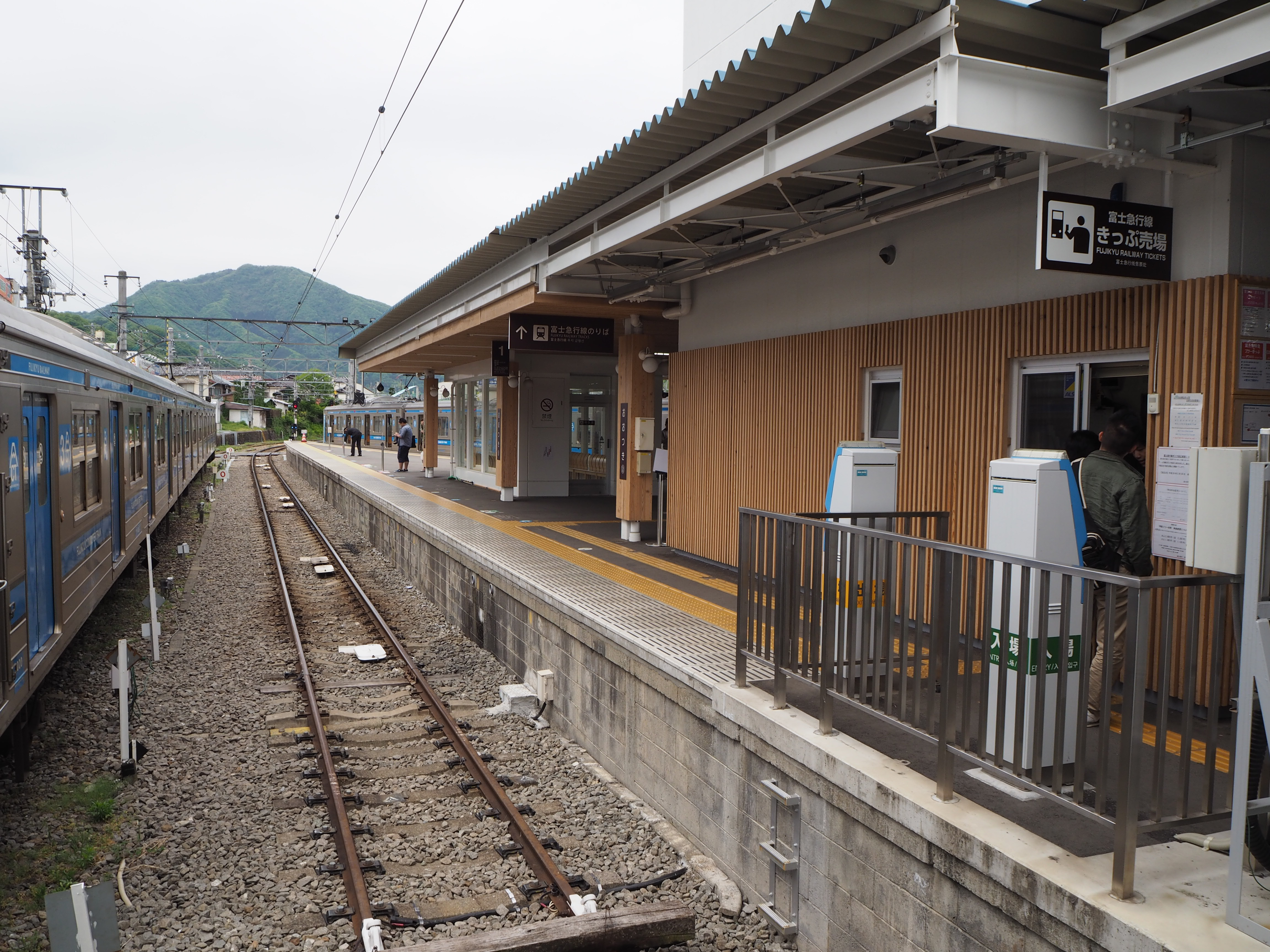
月台（2016年5月）

| 月台 | 公司           | 路線        | 方向                                                            | 目的地                                                          | 備註                |
| ---- | -------------- | ----------- | --------------------------------------------------------------- | --------------------------------------------------------------- | ------------------- |
| 3    | 東日本旅客鐵道 | 中央本線    | 下行                                                            | 甲府、小淵澤、松本方向                                          | 一部分列車為4號月台 |
| 3    | 富士急行       | ■富士急行線 | 富士山、富士急高原樂園、河口湖方向 （JR中央本線新宿方向起直通） | 富士山、富士急高原樂園、河口湖方向 （JR中央本線新宿方向起直通） | 一部分列車為4號月台 |
| 4    | 東日本旅客鐵道 | 中央本線    | 上行                                                            | 高尾、八王子、立川、新宿方向                                    | 一部分列車為3號月台 |
| 5    | 東日本旅客鐵道 | 中央本線    | 上行                                                            | 高尾、八王子、立川、新宿方向                                    | 一部分列車為3號月台 |

（來源：JR東日本:車站構內圖（页面存档备份，存于））

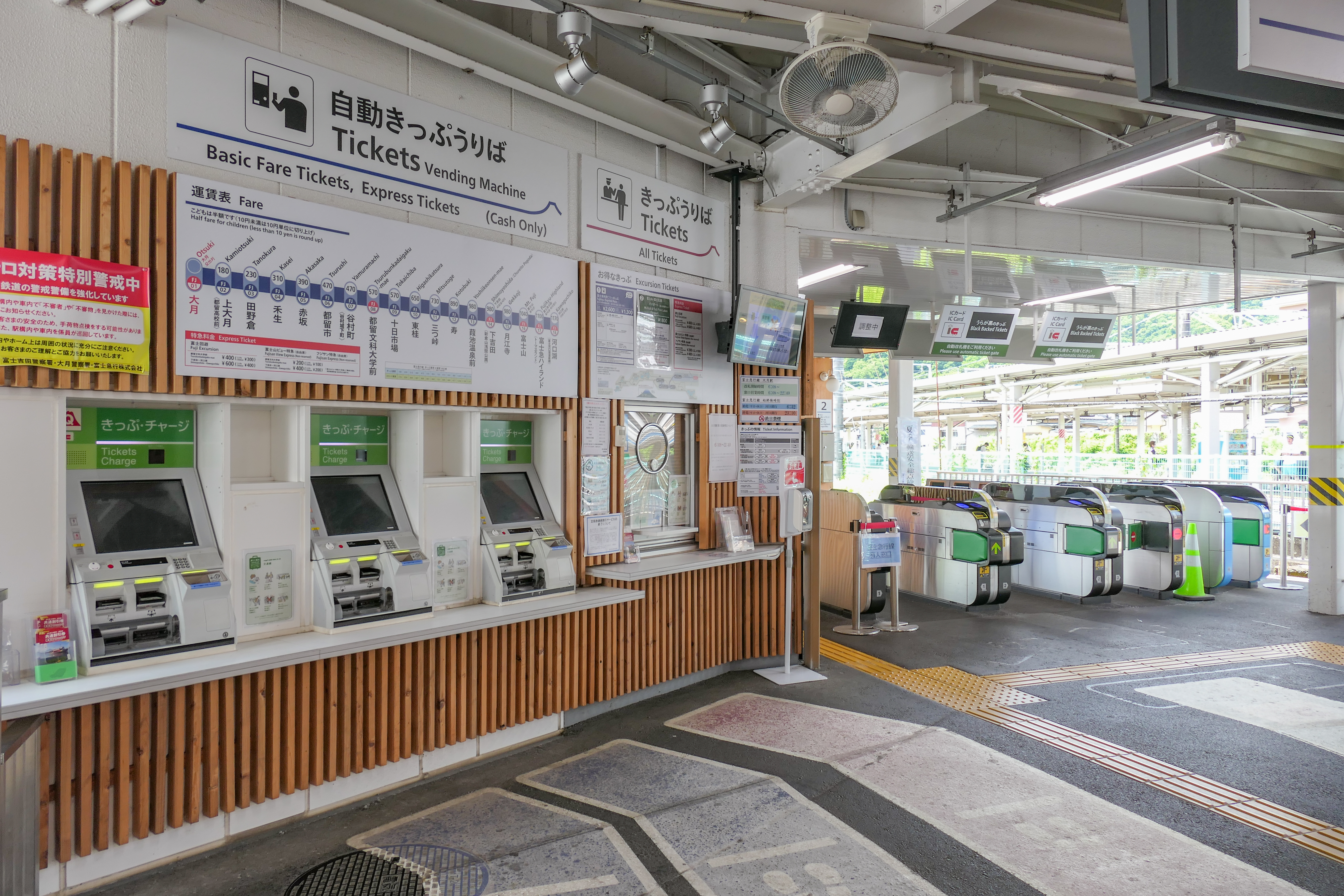
轉乘富士急行線的驗票口（2022年7月）
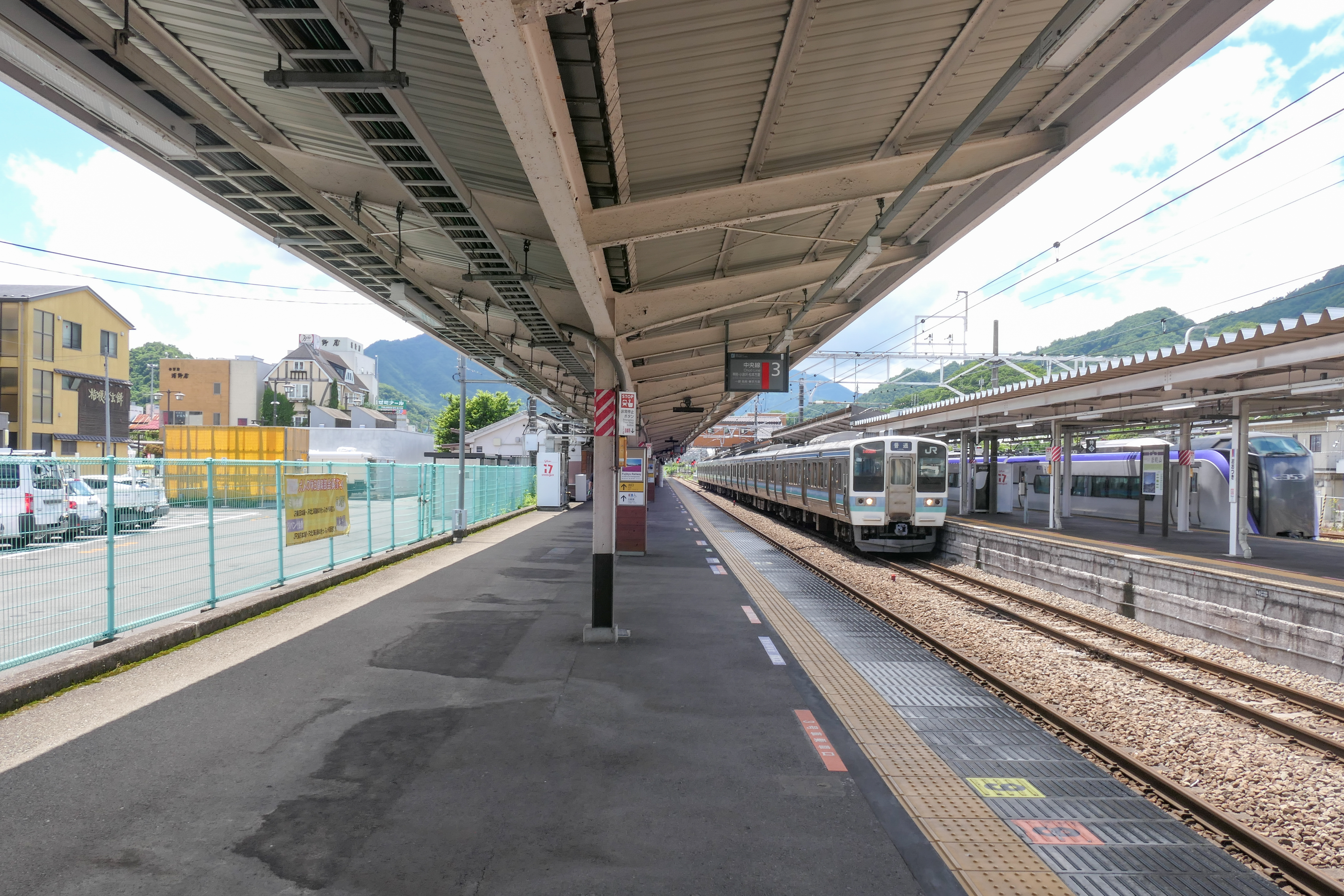
3號月台（2022年7月）
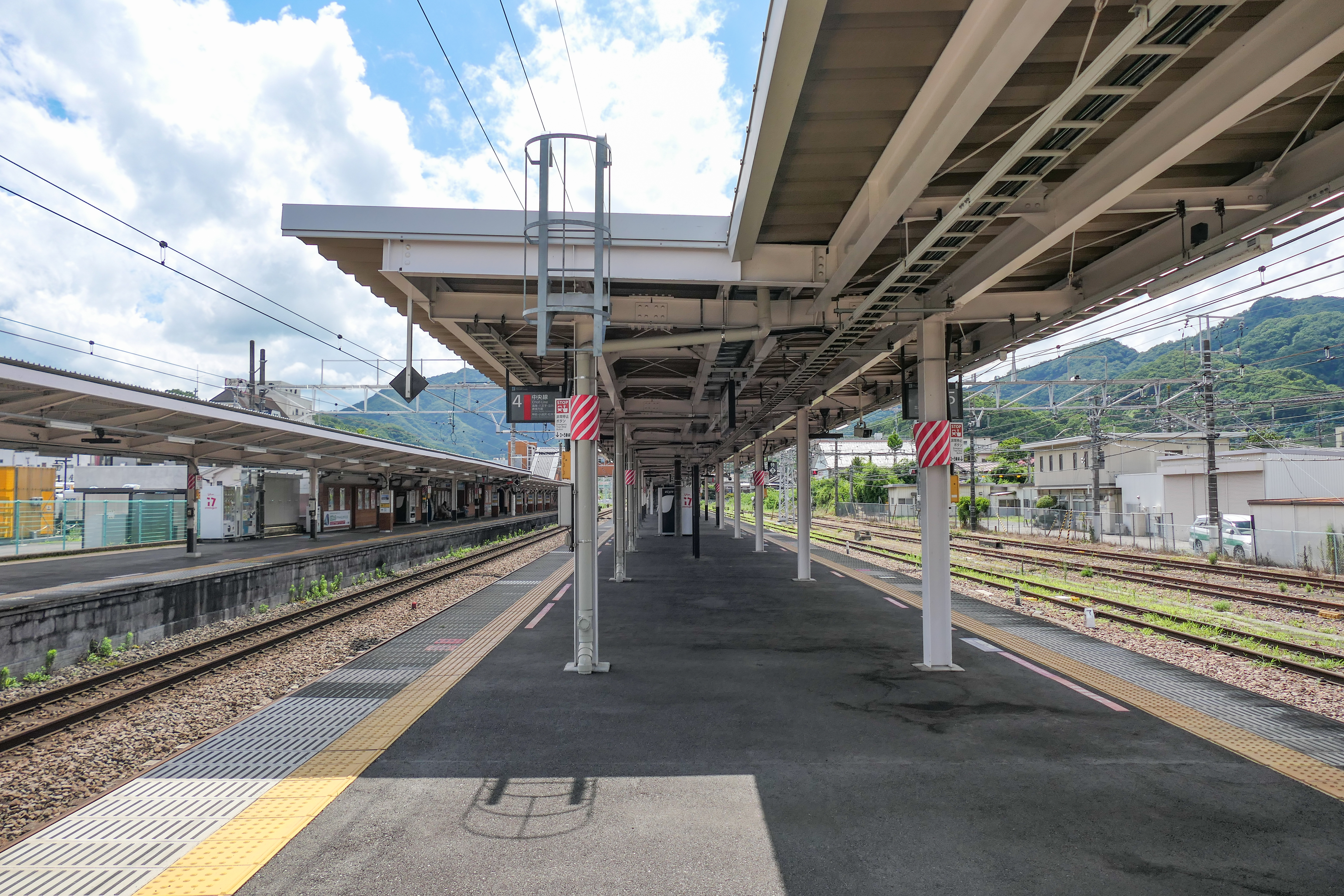
4號與5號月台(2022年7月)

### 富士急行

#### 月台配置
| 月台 | 路線        | 目的地                             | 備註     |
| ---- | ----------- | ---------------------------------- | -------- |
| 1、2 | ■富士急行線 | 富士山、富士急高原樂園、河口湖方向 | 只限始發 |

- 驗票口（2016年5月）
- 候車室(2016年10月)
- 月台（2016年5月）

## 使用情況
- JR東日本 - 2019年（令和元年）度1日平均上車人次為5,158人[JR 1]。山梨縣內車站當中僅次於甲府站排行第2位。
- 富士急行 - 2016年度（平成28年度）年間上下車人次為1,247,091人[富士急行 1]。

近年的推移如下表。
| 上車、上下車人次推移 | 上車、上下車人次推移 | 上車、上下車人次推移 |
| 年度                 | JR東日本 （1日平均） | 富士急行 （年間）    |
| -------------------- | -------------------- | -------------------- |
| 2000年（平成12年）   | 5,825                |                      |
| 2001年（平成13年）   | 5,744                |                      |
| 2002年（平成14年）   | 5,731                |                      |
| 2003年（平成15年）   | 5,520                |                      |
| 2004年（平成16年）   | 5,472                | 927,779              |
| 2005年（平成17年）   | 5,378                | 942,932              |
| 2006年（平成18年）   | 5,420                | 1,010,608            |
| 2007年（平成19年）   | 5,385                | 1,055,648            |
| 2008年（平成20年）   | 5,352                | 1,069,121            |
| 2009年（平成21年）   | 5,193                | 1,069,121            |
| 2010年（平成22年）   | 5,241                | 1,012,641            |
| 2011年（平成23年）   | 5,153                | 1,015,541            |
| 2012年（平成24年）   | 5,418                | 1,373,617            |
| 2013年（平成25年）   | 5,478                | 1,493,077            |
| 2014年（平成26年）   | 5,409                | 1,527,665            |
| 2015年（平成27年）   | 5,528                | 1,269,092            |
| 2016年（平成28年）   | 5,417                | 1,247,091            |
| 2017年（平成29年）   | 5,377                |                      |
| 2018年（平成30年）   | 5,371                |                      |
| 2019年（令和元年）   | 5,158                |                      |

## 車站周邊
- 大月市役所
- 大月短期大学
- 大月短期大学附属高校
- 山梨県立都留高等学校
- 國道20号（甲州街道）
- 大月连络道路 - 中央自動車道
- 大榮大月店

## 相鄰車站
東日本旅客鐵道
  中央本線
- 特急「梓」「超級梓」「甲斐路」「富士回游」（「梓」只限早晚停靠）、臨時快速「假日快速View山梨號」停靠站

■中央特快、■通勤快速（只限下行運行）、■快速（以上全部在富士急行線內都作為普通運行）
猿橋（JC 31）－大月（JC 32）－（富士急行線 河口湖方向）
■通勤特快（只限上行運行）
猿橋（JC 31）－大月（JC 32）
■普通
猿橋（JC 31）－大月（JC 32）－初狩（CO 33）
 富士急行
■大月線
- ■特急「富士回遊」停靠站
- ■特急「富士山特急」「富士山View特急」到發站

■普通（包括JR中央線內作為中央特快、通勤快速、快速列車）
（JR中央本線 新宿方向）－大月（FJ01）－上大月（FJ02）（※）－田野倉（FJ03）
（※）部分列車不停上大月站。

### 使用情況

#### JR東日本
1. 1 2  各駅の乗車人員（2018年度） （页面存档备份，存于） - JR東日本
2. ↑  各駅の乗車人員（2000年度） （页面存档备份，存于） - JR東日本
3. ↑  各駅の乗車人員（2001年度） （页面存档备份，存于） - JR東日本
4. ↑  各駅の乗車人員（2002年度） （页面存档备份，存于） - JR東日本
5. ↑  各駅の乗車人員（2003年度） （页面存档备份，存于） - JR東日本
6. ↑  各駅の乗車人員（2004年度） （页面存档备份，存于） - JR東日本
7. ↑  各駅の乗車人員（2005年度） （页面存档备份，存于） - JR東日本
8. ↑  各駅の乗車人員（2006年度） （页面存档备份，存于） - JR東日本
9. ↑  各駅の乗車人員（2007年度） （页面存档备份，存于） - JR東日本
10. ↑  各駅の乗車人員（2008年度） （页面存档备份，存于） - JR東日本
11. ↑  各駅の乗車人員（2009年度） （页面存档备份，存于） - JR東日本
12. ↑  各駅の乗車人員（2010年度） （页面存档备份，存于） - JR東日本
13. ↑  各駅の乗車人員（2011年度） （页面存档备份，存于） - JR東日本
14. ↑  各駅の乗車人員（2012年度） （页面存档备份，存于） - JR東日本
15. ↑  各駅の乗車人員（2013年度） （页面存档备份，存于） - JR東日本
16. ↑  各駅の乗車人員（2014年度） （页面存档备份，存于） - JR東日本
17. ↑  各駅の乗車人員（2015年度） （页面存档备份，存于） - JR東日本
18. ↑  各駅の乗車人員（2016年度） （页面存档备份，存于） - JR東日本
19. ↑  各駅の乗車人員（2017年度） （页面存档备份，存于） - JR東日本
20. ↑  各駅の乗車人員（2019年度） （页面存档备份，存于） - JR東日本

#### 富士急行
1. 1 2 3 4   (PDF). 大月市: 74. 2019-03  [2019-04-21]. （原始内容 (PDF)存档于2019-04-20）.
2. 1 2 3 4 5   (PDF). 大月市: 75. 2010-04  [2019-04-21]. （原始内容存档 (PDF)于2019-04-20）.
3. 1 2 3 4 5   (PDF). 大月市: 75. 2016-03  [2019-04-21]. （原始内容存档 (PDF)于2019-04-20）.

## 外部連結
- 車站資訊（大月）：東日本旅客鐵道
- 大月站（页面存档备份，存于） - 富士急行